# Corda (música)

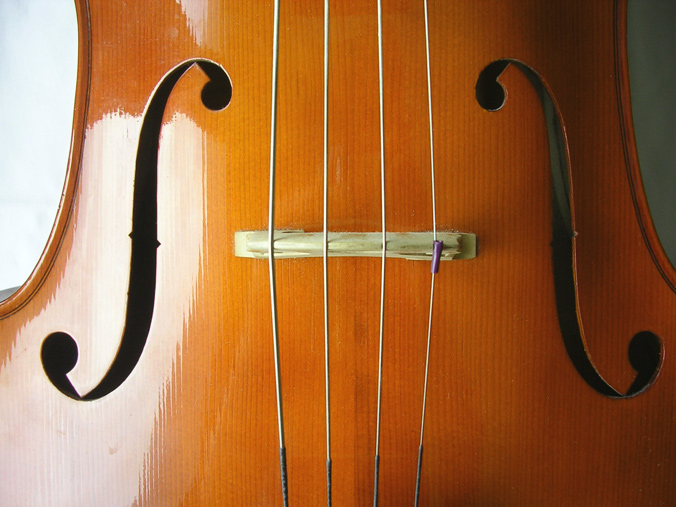
Detalhe das cordas de um violoncelo

Nos instrumentos musicais, corda é um elemento produtor de som, que vibra quando friccionado por um arco, pinçado ou percutido. Os instrumentos que utilizam cordas são chamados Instrumentos de cordas ou Cordofones.
As cordas podem ser fios singelos ou cabos compostos de fibras trançadas ou enroladas em torno de um núcleo. Elas são montadas em suportes que as mantêm fixadas nas duas extremidades, tensionadas e distantes de outras partes do instrumento para que possam vibrar livremente. Normalmente várias cordas são utilizadas em um mesmo instrumento para permitir uma tessitura mais extensa. A diferença de altura (música) entre as cordas é controlada pelo uso de comprimentos ou espessuras diferentes. A aliniaçoesação é feita por dispositivos (cravelhas) que permitem controlar a tensão aplicada a cada corda. Na maior parte dos instrumentos, as cordas são montadas sobre uma caixa de ressonância ou próximas a um captador que serve para amplificar o volume do som produzido.

## Materiais
As cordas podem ser feitas de vários materiais:
- tripas de animais - Principalmente as de carneiro, usadas como núcleo de cordas de alguns instrumentos (por exemplo, as harpas);
- metais tais como aço, bronze, cobre, latão e níquel (utilizado principalmente em guitarras elétricas);
- Fibras naturais como a seda e algodão;
- Plásticos, tais como o nylon;
- cabelos ou crinas.

## Construção
As cordas podem ser feitas de um único fio de metal ou nylon. Até uma certa espessura, essa construção tem vantagem por produzir cordas mais finas, mas em espessuras maiores, pode provocar perdas de afinação freqüentes. Para evitar este problema, utilizam-se cordas feitas de fibras trançadas ou enroladas em espiral em torno de um núcleo. Esta técnica permite construir cordas de grandes espessuras e muito resistentes à tração, usadas principalmente para os registros mais graves em pianos, contrabaixos, violões, entre outros. 
Cordas compostas podem ter mais de um material. O núcleo, também chamado de alma pode ser de metal, nylon, seda ou tripas. A capa exterior normalmente é feita de metais como o aço, cobre, bronze ou mesmo prata.
Alguns instrumentos utilizam cordas inteiramente trançadas, sem um núcleo.

## Execução
As cordas são postas em vibração basicamente de três formas:
- Fricção por um arco - A corda é posta em movimento solidariamente ao arco. Quando a força do arco se torna menor que a tensão da corda, ela retorna à posição inicial. o movimento se repete muito rapidamente produzindo a vibração da corda e o som ouvido. Este tipo de execução é rico em harmônicos. A duração da nota pode ser bastante longa pois a corda se mantém em vibração durante todo o tempo em que o arco é movimentado. A fricção é usada principalmente no violino, viola (instrumento musical), violoncelo, contrabaixo e rabeca, mas qualquer instrumento de cordas pode ser executado por esta técnica;
- Pinçamento
  - com os dedos - A corda é movida pelos dedos do executante. Principalmente no contrabaixo, violão, viola caipira, alaúde, cítara, harpa e nos instrumentos de arco ( no pizzicato);
  - com plectros ou palhetas. Na guitarra elétrica, bandolim, banjo e em instrumentos de teclado de corda pinçada, como o cravo.
- Percussão - a corda é atingida por uma baqueta ou martelo. Principalmente no piano, dulcimer e berimbau.[2]

Embora cada instrumento possua um método de execução principal, qualquer instrumento de corda pode ser executado por qualquer das formas descritas. É possível tocar um violão ou berimbau com um arco, um piano por pinçamento ou um violino por percussão. Compositores de música contemporânea costumam utilizar estas técnicas alternativas.